# Hönsch Irén
Hönsch Irén (Kassa, 1932. május 24. – Budapest, 2021. augusztus 26.) sakkozó, sakkmester, háromszoros magyar sakkbajnoknő. Az első női sakkolimpián, 1957-ben Emmenben a magyar csapat első táblása.

## Élete
Ősi szepességi családból származik, amely már az 1700-as években Nagyszalókon élt. Édesapja Hönsch János vasutas, a dobsinai vasútállomás állomásfőnöke volt 1940-től 1944-ig. Édesanyja, Hönsch Irén, szintén sakkozott. 1951-ben Budapest bajnokságot rendeztek, ahol anya és lánya is ott volt az indulók között. Édesanyja több középdöntőben is elismerésre méltóan szerepelt. A családban nagy hagyománya volt a sakk szeretetének. 1957-72 között Sillye Jenőné, 1972-től Károly Lajosné néven versenyzett.
Érettségi után kezdett dolgozni a MÁV-nál, a Vasúti Főosztályon, majd később a MÁV Nyugdíjhivatalban és nyugdíjba vonulásáig ott dolgozott. 1957-ben ment férjhez id. Sillye Jenő sakkmesterhez, akitől két fia született Gábor (1959) és Kálmán, aki szintén aktív sakkversenyző (1960). Második házasságából, Károly Lajostól egy lánya született, Irén (1973).
2021. augusztus 26.-án 89 éves korában az Olajág Otthonok zuglói idősotthonában hunyt el, ahol élete utolsó 12 évét töltötte.

## Sakkpályafutása
1950-től a Bp. Vasútépítő Lokomotív majd jogutódai csapatában sakkozott. 1957-ben kapott mesteri címet.
Háromszoros magyar bajnok (1957, 1959 és 1960), első helyen végzett a Vera Menchik emlékversenyen Budapesten 1957-ben. Az első női sakkolimpián, amit akkor még első női sakkcsapat világbajnokságnak neveztek, 1957-ben a hollandiai Emmenben az 1. táblán játszott, és a csapat a 21 induló ország között a 4. helyen végzett. 75. születésnapja alkalmából a ChessBase online sakkfolyóirat külön cikkben emlékezett meg róla, mint az első női sakkolimpia egyik legeredményesebb versenyzőjéről.
1960-ban a zónaversenyen játszhatott, melyen a 9. helyen végzett. Edzője Sillye Jenő sakkmester volt.
1969–1979 között a levelezési sakkolimpiai csapat tagja volt. 1957-68 között 28-szor szerepelt a válogatottban.
Eredményeiről, pályafutásáról itt található összefoglaló.